# Кузнецов, Евгений Васильевич
Евге́ний Васи́льевич Кузнецо́в (1848 — 1911) — русский писатель
, тобольский краевед, редактор газеты «Тобольские губернские ведомости».
Занимался исследованиями сибирской старины, результатом чего стало значительное число статей, помещенных им как в «Тобольских губернских ведомостях», так и в других сибирских изданиях (в «Сибирском Вестнике», «Енисее», «Сибири»). Отдельно издал: «Воздушные страхи Тобольска в старину» (Тобольск, 1892); «Сибирский Летописец. Летопись конца XVII и начала XVIII столетий, веденная в Тобольске» (Тобольск, 1892); «О распорядках Чичерина в Тобольске» (ib., 1891); «Монахиня Прокла» (ib., 1896); «Кладоискание и предания о кладах в Западной Сибири» (1896).